# Эмих IV (Лейнинген)
Эмих IV (Emich IV von Leiningen) (ок. 1215—1276/79) — граф части Лейнингена с резиденцией в Ландеке, основатель города Ландау.
Сын Фридриха II, графа фон Саарбрюккен и фон Лейнинген (возможно — от второй жены, Агнессы фон Цоллерн).
Из 7 сыновей Фридриха II старший (Симон) умер ещё при жизни отца, четверо выбрали духовную карьеру (Генрих — епископ Шпейера с 1245, Вальрам — пробст в Вормсе, Бертольд — канонник в Шпейере, Эберхард — доминиканец). Двое оставшихся, Фридрих III и Эмих IV, 19 октября 1237 года при посредничестве шпейерского епископа Конрада V фон Эберштейна разделили наследство. Эмих IV получил Ландек, который сделал своей резиденцией, а также Франкенштайн, Маденбург, Линдельбрунн, Фалькенбург и Гревенштайн.
В 1255 году король Вильгельм Голландский назначил его ландфогтом Шпейергау (эту должность раньше занимал Фридрих III — брат Эмиха IV). Ричард Корнуольский в 1256 г. подтвердил назначение.
Около 1260 года на территории, полученной в качестве имперского лена, основал город Ландау (впервые упоминается в документе 1268 года).
Первая жена — Елизавета (ум. 08.04.1263 или раньше). Происхождение не выяснено. Вторая жена (свадьба 15 марта 1265) — Маргарита, дочь Эберхарда III фон Хенгебаха, вдова графа Симона фон Шпонгейма.
Дети (от первой жены):
- Эмих V (ум. 1289), граф Лейнингена.
- Агнесса, жена графа Оттона фон Нассау
- Адельхейда, жена графа Иоганна фон Шпонгейма
- Кунигунда, жена Генриха I фон Сальм, сеньора де Бламон (фон Бланкенберг).

В 1275 году император Рудольф Габсбург назначил ландфогтом Шпейергау Фридриха IV фон Лейнингена - племянника Эмиха IV. Возможно, что к тому времени последний уже умер.
Сын Эмиха IV — Эмих V был женат на Катерине фон Охсенштейн — дочери Оттона III фон Охсенштейна и Кунигунды фон Габсбург. Их единственный ребёнок, сын Рудольф, умер вскоре после смерти отца (если не раньше).
Часть его владений, в том числе Маденбург, унаследовал Фридрих IV фон Лейнинген. Другая часть, Эбернбург и Альт-Лейнинген, отошла сыновьям Адельгейды — сестры Эмиха V — графам Иоганну II и Симону II фон Шпонгеймам, город Ландау Рудольф Габсбург присоединил к имперскому домену, Ландек передал своему племяннику Оттону III фон Охсенштейну (Otto III. von Ochsenstein) — тестю Эмиха V).